# Limpieza de sangre
Limpieza de sangre (hiszpański) i Limpeza de sangue (portugalski) – obydwa terminy oznaczają czystość krwi. Były one używane w królestwach iberyjskich, gdzie podział społeczeństwa na "starych chrześcijan "(a więc "czystych") i "nowych" (potomków nawróconych muzułmanów i żydów) był bardzo ważny i odegrał znaczną rolę w nowożytnej historii tych państw.

## Po rekonkwiście
Po zakończeniu rekonkwisty, czyli procesu zdobywania muzułmańskich ziem Półwyspu Iberyjskiego przez chrześcijan, ziemie chrześcijańskich królestw zamieszkiwała liczna rzesza muzułmanów i żydów. Muzułmanów zwano mudejarami, zaś żydów sefardyjczykami. Chrześcijanie odnosili się do nich bardzo nieufnie i z wrogością, pamiętając krwawe walki. Innowiercy zaczęli przyjmować chrześcijaństwo, bardzo często pod przymusem. Nie zmniejszyło to jednak wrogości, konwertytom zarzucano dalsze, potajemne praktykowanie religii przodków i działanie na szkodę chrześcijan. Konwertytów, zależnie od korzeni, nazywano conversos, marranos lub moriscos (moryskowie). Dwoma pierwszymi terminami nazywano ludzi z korzeniami żydowskimi, zaś mianem morysków określano osoby mające muzułmańskich przodków. Wielu badaczy uważa, iż religia w tym wypadku stanowiła tylko tło dla konfliktu etnicznego. Pierwszy statut dotyczący czystości krwi został wydany w Toledo w roku 1449. Zabraniał on konwertytom i ich potomkom obejmowania większości urzędów publicznych. Początkowo przepisy te były potępiane przez kościół i władzę królewską. Jednak w 1496 papież Aleksander VI przystał na zakaz przyjmowania do zakonu Hieronimitów osób nie spełniających wymagań czystości krwi.
Ten podział oznaczał dyskryminację "nowych chrześcijan" i dominację starych. Przejawiało się to na przykład w życiu gospodarczym, wojskowym czy religijnym. Tylko starzy chrześcijanie mieli prawo do wstępowania do gildii, cechów, zakonów religijnych i wojskowych. Represje dotykały nowych chrześcijan także ze strony portugalskiej i hiszpańskiej inkwizycji. Jej członkowie poświęcali o wiele więcej czasu tropieniu konwertytów i badaniu ich działalności, niż na przykład sprawom o czary, czy o herezję. Było to między innymi podyktowane tym, że domniemanych czarowników uważano raczej za osoby chore psychicznie, a nowe prądy religijne takie, jak protestantyzm, były niszczone w zarodku. Nowi chrześcijanie, żyjący we wrogim im społeczeństwie, radzili sobie poprzez przekupywanie urzędników i fałszowanie swojej genealogii, chcąc ukryć swoje pochodzenie. Wielu decydowało się także na emigrację. Oprócz problemów prawnych, byli także odrzucani przez społeczeństwo, wiele rodzin przed ślubem żądało potwierdzenia czystości krwi przez rodzinę przyszłego małżonka.
Idea "czystości krwi" była także bardzo ważna dla Basków. Powszechne przekonanie o tym, iż wszyscy Baskowie są szlachcicami (hidalguía, jedna z niższych warstw szlachty hiszpańskiej) było uzasadniane, między innymi przez Manuela de Larramendi (1690–1766), właśnie tym, iż są oni najczystszej krwi spośród ludów Półwyspu Iberyjskiego. Muzułmańscy Arabowie i Berberowie nigdy bowiem nie podporządkowali sobie Kraju Basków, a co za tym idzie, nigdy się tutaj nie osiedlali. Inne części Hiszpanii były natomiast przez dłuższe lub krótsze okresy czasu pod panowaniem muzułmanów, co sprawiało, że istniała duża szansa na mieszanie się zdobywców z chrześcijańskimi autochtonami. W rzeczywistości wiemy jednak, że Arabowie mieli wpływy w Kraju Basków, a poza tym istniała tam dość znacząca mniejszość żydowska (w Nawarze). Mimo to przekonanie o czystości krwi wpłynęło na zachowanie odrębności przez Basków i przez długi czas ułatwiało im kariery w wojsku, kościele i administracji.
Czystość krwi zaczęła tracić na znaczeniu w XIX wieku. Coraz rzadziej wymagano dowodów na odpowiednie pochodzenie przy zawieraniu małżeństw, czy obejmowaniu stanowisk w kościele, czy sektorze państwowym. Zmieniało się również nastawienie państwa, np. w 1804 król Ferdynand VII wydał zarządzenie, które pozwalało żenić się szlachcie bez zaświadczeń
Oficjalne zniesienie wymogów co do pochodzenia w wojsku zostało ogłoszone 16 maja 1865 roku. 31 sierpnia prawo to rozciągnięto także na marynarkę. 5 listopada 1865 roku zarządzono, iż dzieci, których pochodzenia nie można określić (zostały porzucone, nieznani rodzice lub z innego powodu), nie potrzebują zaświadczeń o czystości krwi przy zatrudnieniu, wchodzeniu w związki czy przystąpieniu do kościoła. W 1870 całkowicie zniesiono ograniczenia, którym podlegali ludzie nie mogący wylegitymować się czystością krwi.
W niektórych regionach częściowa dyskryminacja utrzymała się aż do XX wieku, na przykład na Majorce, gdzie nie dopuszczano Xueta (potomkowie konwertytów na Balearach) do eksponowanych stanowisk kościelnych aż do lat 60. XX wieku.

## Wpływ na "błękitną krew"
"To Hiszpanie odpowiedzialni są za powstanie poglądu, iż krew prawdziwych arystokratów jest błękitna, a nie czerwona. Hiszpańska szlachta zaczęła wyodrębniać się około IX wieku jako oddzielny stan, którego życie wypełnia służba wojenna. Swoje ziemie zdobywali na Maurach, odbierając im kawałek po kawałku półwysep Iberyjski. Dla zademonstrowania, iż szlachta jest czystego pochodzenia, starali się utrzymać bladość swojej skóry, dzięki czemu widać było na niej niebieskie żyły- w przeciwieństwie do często ciemnoskórych muzułmanów." 
Robert Lacey, Arystokraci. Brown and Company, 1983, s. 6.

## Hiszpańskie kolonie[9]
Idea Limpieza de sangre była także bardzo ważna wśród hiszpańskich kolonistów osiadających w Amerykach. Prawa Indii stanowczo zabraniały conversos, ich potomkom oraz osobom mającym problemy z inkwizycją na osiedlanie się w koloniach. Zasada ta była potem powtarzana w innych ustawach, co pozwala mniemać, iż zakaz był nieskuteczny. Podział na "starych" i "nowych" w Hiszpanii wpłynął znacząco również na kształt społeczeństwa kolonialnego, w którym starano się utworzyć różne warstwy, do których przynależność była efektem pochodzenia. Jak skomplikowane były te podziały, obrazuje podział społeczeństwa Nowej Hiszpanii w XVIII wieku. Na liście zawarto pochodzenie rodziców i grupę do której zalicza się ich dziecko:
- Hiszpan i Indianin = Metys (50% Biały i 50% Rdzenny Amerykanin)
- Metys i Hiszpan = Castizo (75% Biały i 25% Rdzenny Amerykanin)
- Castizo i Hiszpan = Hiszpan (87,5% Biały i 12,5% Rdzenny Amerykanin)
- Hiszpan i osoba czarnoskóra = Mulat (50% Biały i 50% czarnoskóry)
- Hiszpan i Mulat = Morysek (75% Biały i 25% czarnoskóry) – Pojęcie to oznaczało również ludność pochodzenia muzułmańskiego w Iberii
- Morysek i Hiszpan = Albino (87,5% Biały i 12,5% czarnoskóry)
- Hiszpan i Albino = Torna atrás (93,75% Biały i 6,25% czarnoskówy) – w sensie przenośnym: przywrócony
- Indianin i Torna atrás = Lobo (50% Rdzenny Amerykanin, 46.875% Biały, 3.125% czarnoskóry)
- Lobo i Indianin = Zambaigo (75% Rdzenny Amerykanin, 23.4375% Biały, 1.5625% czarnoskóry)
- Zambaigo i Indianin = Cambujo (87.5% Rdzenny Amerykanin, 11.71875% Biały, 0.78125% czarnoskóry)
- Cambujo i Mulat = Albarazado (43.75% Rdzenny Amerykanin, 30.859375% Biały, 25.390625% czarnoskóry)
- Albarazado i Mulat = Barcino (40.43% Biały, 21.87% Rdzenny Amerykanin, 37.7% czarnoskóry)
- Barcino i Mulat = Coyote (45.215% Biały, 10.935% Rdzenny Amerykanin, 43.85% czarnoskóry)
- Coyote i Indianin = Chamiso (22.6075% Biały, 55.4675% Rdzenny Amerykanin, 21.925% czarnoskóry)
- Chamiso i Metys = Metys Coyote (36.30375% Biały, 52.73375% Rdzenny Amerykanin, 10.9625% czarnoskóry)
- Metys Coyote i Mulat = Ahí te estás (43.151875% Biały, 26.366875 Rdzenny Amerykanin, 30.48125 czarnoskóry)

Ta lista zawiera tylko niektóre kategorie etniczne, istniejące w obrębie społeczeństwa kolonii. Wszystkie one funkcjonowały jednak w jednym celu - ustaleniu, jak blisko lub daleko jest komuś do czystej krwi "starych chrześcijan" i jakie w związku z tym należą mu się prawa i pozycja społeczna. Każda kolonia miała swoje własne kategorie, i mimo iż władze nie zabraniały europejskim osadnikom mieszać się z ludnością tubylczą i niewolnikami, to dla ich potomstwa istniały określone kategorie decydujące, jakie prawa będą mu przyznane. Był to w zasadzie system kastowy – o pozycji społecznej decydowało urodzenie.